# 半人馬裝甲車
半人馬裝甲車（義大利語：B1 Centauro），是義大利設計的一款105毫米砲輪式區域防衛裝甲車，特別重於反戰車設計。由CIO聯合廠商協會設計生產，Iveco Fiate公司負責外殼和動力系統，Oto Melara公司負責砲塔和武器。其改進型半人馬Centauro Ⅱ裝備火力更猛的120毫米砲及更厚重的裝甲，甚至有能力取代部分主力戰車原本負責的任務。

## 發展研究
本車起源於義大利陸軍提出需求要開發一種反戰車載具，至少要有舊型豹1式戰車的火力，但有更大機動性。半人馬主要功能是保護其他機動騎兵旅的輕型單位，所以要有高的火力重量比、出色的航程和越野力、電腦化火力控制。該車投產於1991年，並於2006年完成義大利和西班牙全部現有訂單的出貨。

### 武器系統
主砲是Oto Melara 105mm/52砲，迴轉儀穩定、低膛壓、有熱套筒和排煙器，砲塔上一次可裝14發彈藥，車內另有26發。可以發射標準北約彈藥包含翼穩脫殼穿甲彈。副武裝是7.62 mm同軸機槍和車頂7.62mm防空機槍，可裝4,000發彈藥。
瞄準具是用Galileo Avionica TURMS火控系統（與義大利Ariete戰車相同）和鼻端參考系統、全數位彈道電腦。砲手的瞄準器非常穩定並有热成像仪和雷射測距儀，車長控制台裝有全景式穩定視窗，增強夜視鏡和一具顯示器可以顯示砲手熱成像看到的景觀。這些設備使半人馬可在日夜間都能鎖定不動或移動的目標。

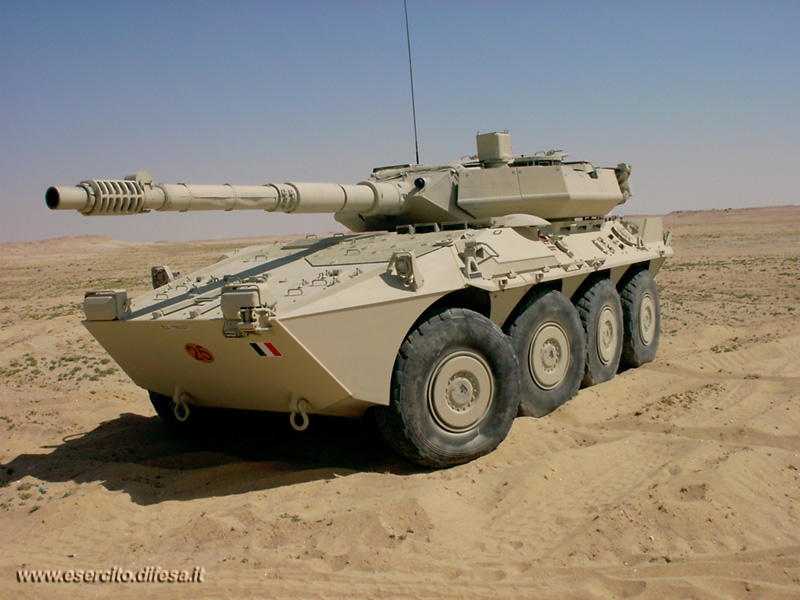
半人馬在伊拉克戰爭的表現，促使了美軍對史崔克的MGS構型確立。

### 裝甲防護
半人馬採用全車身焊接鋼板為標準裝甲，可以抵擋14.5mm口徑的武器直接攻擊，正面可擋25mm口徑的武器攻擊，可視情況再外加裝甲到抵擋30mm口徑的武器。
車上的空調系統有核生化警報裝置，車外兩側常備有各四具煙霧彈和雷射警告裝置，可以在被雷射瞄準類武器鎖定時發出警告。

### 動力系統
半人馬採用Iveco 6V渦輪後冷式柴油引擎512馬力（382.2 kW）。傳動系統由Iveco Fiat授權生產。有五個前進檔和兩個倒車擋，八個輪子都有獨立懸吊和中輪膨脹系統CTIS、八輪碟式煞車。前兩組輪有轉向裝置（市區低速下四組輪都可啟動轉向），半人馬道路速度超過100公里，可上32度斜坡1.5公尺水深，迴轉半徑9m。

## 戰史
半人馬在南斯拉夫和索馬利亞都有部署，通常用在護衛任務，也有巡邏和道路管制工作，伊拉克戰爭時也有參與Nassiriya橋戰役並毀掉了一棟有狙擊手的大樓。現階段派往黎巴嫩的聯合國維和部隊也有半人馬的身影。
2012年開始俄羅斯和義大利合作測試一種125mm砲版本，俄羅斯有可能引進半人馬裝備部隊。

## 衍生型

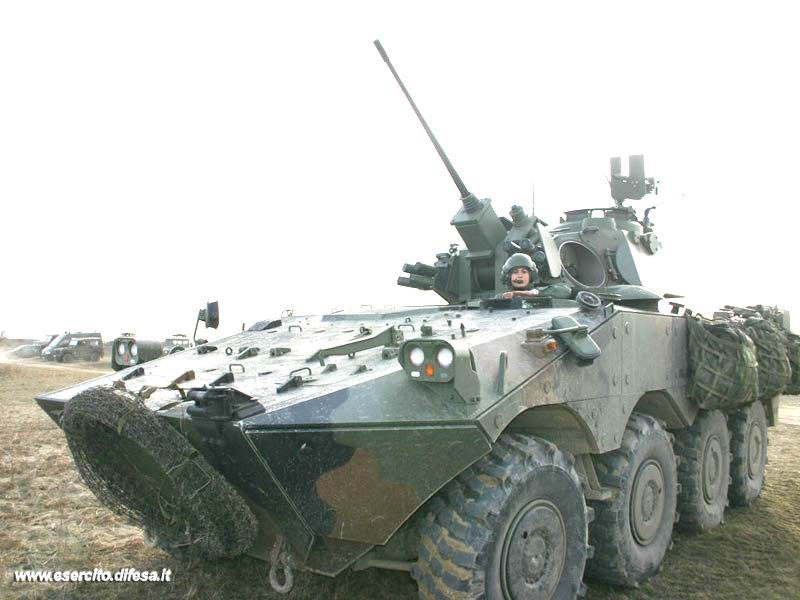
半人馬步兵戰鬥車型VBM箭式步兵戰車，有歐洲史崔克的美稱

- 半人馬偵察驅逐型：

基本型。
- 半人馬Centauro Ⅱ 120mm

加裝無後座力的120mm主力戰車級滑膛砲，新設計的砲塔有複合裝甲可擋40mm武器的正面射擊，這版本將來預計取代義大利的豹1A5舊式戰車，成為第一款正式取代主力戰車的輪車，具有第三代主戰坦克的打擊能力。
- VBM 箭式（英语：Freccia IFV）（裝甲步兵戰鬥車）

這一版升級了裝甲和改裝先制攻擊砲塔（從标枪步兵战车發展而來），砲塔上有KBA 25mm機砲，一次可裝200發砲彈還有MG3 7.62mm通用機槍和80mm煙霧彈發射器，也可加裝長釘反坦克導彈，火控系統和基本型用的一樣，該車沒有火砲所以取消了裝填手成為三人組，另外可再搭載8名步兵。

## 使用國
義大利：
- 400輛半人馬基本型（現有259輛）
- 250輛步兵戰鬥型（172輛標準型，36輛反坦克飛彈，20輛指揮型，21輛運輸型，1輛砲戰車型）

 约旦：
- 141輛半人馬基本型(意大利捐贈)

 西班牙：
- 84輛基本型
- 4輛救護車型

 阿曼：
- 9輛砲戰車型

 美国：
- 16輛研究用，2001年用於研發史崔克裝甲車

## 各國八輪裝甲車比較
| 名稱                | 生產國         | 車體 | 全長    | 全寬    | 全高    | 重量                                  | 最高速度                        | 乘員數                 | 武装 |
| ------------------- | -------------- | ---- | ------- | ------- | ------- | ------------------------------------- | ------------------------------- | ---------------------- | --- |
| CM-32/ 33雲豹裝甲車 | 中華民國       |      | 7 m     | 2.7 m   | 2.3 m   | 22 噸                                 | 105 km/h                        | 車員3 人 步兵 6-7人    | T112 105毫米滑膛炮 12.7毫米遙控機槍塔 T74V 7.62毫米同軸機槍 或Mk 44 30毫米機炮 T74 7.62毫米排用機槍×2 或TS-96遙控武器站： (T91 40毫米自動榴彈發射器 T74V 7.62毫米排用機槍) T85 66毫米4聯裝煙霧彈發射器×4 |
| ZBL-08步兵戰車      | 中华人民共和国 |      | 8 m     | 3 m     | 2.1 m   | 21 噸                                 | 100 km/h                        | 車員3 人 歩兵 7人      | 105毫米滑膛炮 或122毫米榴彈炮 或30毫米ZPT-99機炮 7.62毫米80式同軸機槍 改進型紅箭-73C反戰車飛彈 |
| BTR-90              | 俄羅斯         |      | 7.64 m  | 3.20 m  | 2.98 m  | 20.9 噸                               | 100 km/h（陸上） 9 km/h（水上） | 車員3 人 歩兵 7人      | 巴赫斯-U遙控武器站： (30毫米2A42機炮 或100毫米2A70線膛炮 30毫米AGS-17自動榴彈發射器 12.7毫米Kord重機槍 7.62毫米PKT同軸機槍 或30毫米2A72同軸機炮 AT-5拱肩反戰車飛彈 66毫米3聯裝煙霧彈發射器×2) |
| 迴旋鏢裝甲運兵車    | 俄羅斯         |      | 8.805 m | 3.187 m | 3.185 m | 34 噸                                 | 100 km/h                        | 車員3 人 歩兵 7-8人    | 12.7毫米Kord重機槍 或「迴旋鏢」-BM遙控炮塔： (2A42 30毫米機炮 AT-14守寶妖精反戰車飛彈 7.62毫米PKT同軸機槍) 或AU-220M貝加爾湖遙控武器站： (57毫米BM-57加農炮 7.62毫米PK通用機槍×2) 或125毫米2A45滑膛炮 AT-11狙擊手A/B反戰車飛彈 7.62毫米PK通用機槍×2 或9K333柳樹便攜式防空飛彈 或120毫米2S12 Sani迫擊炮 7.62毫米PK通用機槍                                                               |
| VBCI裝步戰車        | 法國           |      | 7.6 m   | 2.98 m  | 3 m     | 25.6 噸                               | 100 km/h                        | 車員3 人 歩兵 9人      | 25毫米M811機炮 7.62毫米NF1同軸機槍 |
| 拳師裝甲車          | 德国           |      | 7.93 m  | 2.99 m  | 2.37 m  | 24公噸 （標準型） 36.5公噸 （戰鬥型） | 103 km/h                        | 車員3 人 歩兵 8人      | 35毫米歐瑞康35/1000轉輪式機炮 或FLW遙控武器站： (12.7毫米白朗寧M2重機槍 或7.62毫米MG3通用機槍 或20毫米Mk 20 Rh-202機炮 或40毫米HK GMG自動榴彈發射器 66毫米3聯裝煙霧彈發射器×2) |
| LAV-25裝甲車        | 加拿大         |      | 6.39 m  | 2.5 m   | 2.69 m  | 12.8 噸                               | 100 km/h                        | 車員3 人 步兵 4人      | 25毫米M242機炮 或BGM-71拖式飛彈×16 或81毫米M252迫擊炮 7.62毫米M240通用機槍×1/×2 或25毫米GAU-12平衡者機炮 FIM-92刺針便攜式防空飛彈×16 66毫米M6 4聯裝煙霧彈發射器×2 |
| 史崔克裝甲車        | 美国           |      | 6.95 m  | 2.72 m  | 2.64 m  | 16.47 噸                              | 100 km/h                        | 車員2 人 歩兵 9人      | 105毫米M68A1E4/A2滑膛炮 或120毫米M121迫擊炮 或81毫米M252迫擊炮 或防禦者M151遙控武器站： (12.7毫米白朗寧M2重機槍 或7.62毫米M240通用機槍 或40毫米Mk 19自動榴彈發射器 66毫米M6 4聯裝煙霧彈發射器×4) 或BGM-71拖式飛彈 12.7毫米M2重機槍 7.62毫米M240通用機槍 或60毫米M224迫擊炮 或81毫米M252迫擊炮 或30毫米Mk 44巨蝮二式鏈炮 M240C7.62毫米同軸機槍                                           |
| 半人馬裝甲車        | 義大利         |      | 7.85 m  | 2.94 m  | 2.94 m  | 25 噸                                 | 110 km/h                        | 車員4 人 歩兵 8人      | 105毫米52倍徑線膛炮 或120毫米45倍徑滑膛炮 或KBA 25毫米機炮 拉斐爾長釘反戰車飛彈 MG3通用機槍×2 80毫米4聯裝煙霧彈發射器×2 |
| AMV裝甲車           | 芬兰           |      | 7.7 m   | 2.8 m   | 2.3 m   | 16-26 噸                              | 100 km/h                        | 車員2-3 人 歩兵 8-12人 | M68A1 105毫米滑膛炮 或AMOS 120毫米迫擊炮 或防禦者M151遙控武器站： (白朗寧M2 12.7毫米重機槍 或HK GMG 40毫米自動榴彈發射器 M6 66毫米4聯裝煙霧彈發射器×4) |
| KTO狼獾             | 波蘭           |      | 7.7 m   | 2.8 m   | 2.3 m   | 22 噸                                 | 100 km/h                        | 車員3 人 歩兵 8人      | 120毫米M120K Rak後膛裝填式迫擊炮 或拉斐爾長釘-LR反戰車飛彈 或重拳砲塔： （30毫米Mk 44巨蝮二式鏈炮 7.62毫米UKM-2000C同軸機槍 902A ZM Dezamet 81毫米6聯裝煙霧彈發射器） 或ZSSW-30遙控武器系統：（30毫米Mk 44巨蝮二式鏈炮 7.62毫米UKM-2000C同軸機槍 拉斐爾長釘-LR反戰車飛彈×2 GAk-81 81毫米4聯裝煙霧彈發射器×2） 或Hitrole遙控武器站： （12.7毫米WKM-B重機槍 或40毫米Mk 19自動榴彈發射器） |
| 潘德2型裝甲車       | 奥地利         |      | 7.02 m  | 2.67 m  | 1.85 m  | 22 噸                                 | 105 km/h                        | 車員2 人 歩兵 12人     | 105毫米M68A1戰車炮 或81毫米M252迫擊炮 或拉斐爾參孫遙控武器站： (30毫米Mk 44機炮 或12.7毫米白朗寧M2重機槍 拉斐爾長釘-LR反戰車飛彈 各種機槍 66毫米3聯裝煙霧彈發射器×2) |
| 96式裝甲運兵車      | 日本           |      | 6.84 m  | 2.48 m  | 1.85 m  | 14.5 噸                               | 100 km/h                        | 車員2 人 歩兵 8人      | 白朗寧M2 12.7毫米重機槍 或豐和96式40毫米自動榴彈發射器 |
| 泰瑞克斯裝甲車      | 新加坡         |      | 7 m     | 2.7 m   | 2.1 m   | 25 噸                                 | 110 km/h                        | 車員2 人 歩兵 12人     | RWS遙控武器平台： (40mmCIS 40 AGL自動榴彈發射器 7.62mmM240C同軸機槍 66mmCIS SGL 3聯裝煙霧彈發射器×2) |
| BTR-3               | 乌克兰         |      | 7.65 m  | 2.9 m   | 2.9 m   | 16.4噸                                | 85 km/h                         | 車員3 人 歩兵 6人      | 暴风遥控武器系统： (30mmZTM-1機炮 30mmKBA-117自動榴彈發射器 7.62mmKT同軸機槍 R-2障碍反坦克导弹 81mm3聯裝AEK-902雲式煙霧彈發射器×2) |
| BTR-4               | 乌克兰         |      | 7.76 m  | 2.93 m  | 3.20 m  | 19.8噸                                | 110 km/h                        | 車員3 人 歩兵 8人      | 暴风遥控武器系统： (30mmZTM-1機炮 30mmKBA-117自動榴彈發射器 7.62mmKT同軸機槍 R-2障碍反坦克导弹 81mm3聯裝AEK-902雲式煙霧彈發射器×2) |

1. ↑  加上頂部瞄準器

## 相關連結
- 裝步戰車
- 史崔克裝甲車
- 遠征戰鬥載具
- 撒拉森裝甲車
- 87式偵察警戒車

## 外部連結
- FAS.org（页面存档备份，存于）
- Globalsecurity.org（页面存档备份，存于）
- Army-technology.com（页面存档备份，存于）
- Explore Company D, 2/128th Infantry info page
- Jane's Light Armoured Vehicles（页面存档备份，存于）
- 尖端科技軍事雜誌社 裝在八輪的120砲 半人馬2式（页面存档备份，存于）